# 日産・エクストレイルFCV
エクストレイルFCV (えくすとれいるえふしーぶい) は、日産自動車がかつて製造・販売していたクロスオーバーSUV型の燃料電池車である。
量販車種のエクストレイルをベースとして作られた。

## 概要
「ニッサン・グリーンプログラム2005」に基づいて開発された。エクストレイルの前輪駆動モデルを基に開発されたため、型式はT30改となっている。神奈川県や横浜市、コスモ石油等に納入され、ハイヤーとしても使用された。